# James MacDonald
John James "Jimmy" Macdonald, född 19 maj 1906, död 1 februari 1991, var en skotsk röstskådespelare, som var verksam hos Disney under åren 1934-1977, där han gjorde röster och ljud åt ett antal karaktärer, bland annat Musse Pigg. Han dog i hjärtsvikt.

## Filmografi
- 1937 – Snövit och de sju dvärgarna (dvärgarnas sångröst)
- 1947 – Pank och fågelfri (röst åt Musse Pigg i slutet av filmen)
- 1950 – Askungen (röst åt Jack och Gus samt hunden Bruno)
- 1951 – Alice i Underlandet (röst åt Hasselmusen ("Sjusovarmusen"))
- 1955 – Lady och Lufsen (hundarnas ylande)
- 1963 – Svärdet i stenen (röst åt vargen)
- 1967 – Djungelboken (Shere Khans rytande)
- 1971 – Sängknoppar och kvastskaft (röst åt hyenan)